# Molen van Larum
De Molen van Larum is een naamloze standerdmolen met halfopen voet die zich bevindt in het kerkdorp Larum, behorend tot de gemeente Geel. De molen bevindt zich aan Velveken 5. Ze fungeerde als korenmolen.
Ze werd gebouwd in 1846 nabij een toen reeds bestaand molenhuis. Omstreeks 1900 kwam nabij de molen een stoomgraanmolen. De laatste molenaar, Remi Swolfs, verkocht de molen in 1973 aan de gemeente Geel. De molen werd gerestaureerd en in 1977 was ze weer maalvaardig. Nu werd ze bediend door vrijwillige molenaars en de eerste was opnieuw Remi Swolfs. In 1992 werd de molen geklasseerd als monument en samen met zijn omgeving als beschermd dorpsgezicht ingeschreven. De nabijgelegen mechanische maalderij volgde in 1994. In 2002 werd een verdere restauratie uitgevoerd.

## Externe bron
- Molenecho's